# 阿歷山度·摩蘭奴
亚历杭德罗·莫莱诺（Alejandro Moreno；1979年7月8日—）一般称作莫莱诺，生于巴基西梅托，委內瑞拉职业足球运动员，现效力于美國職業足球大聯盟球会哥倫布機員，他曾為委內瑞拉上陣5次。